# 相原隆行
相原 隆行（あいはら たかゆき、1968年9月2日 - ）はゲームミュージックの作曲家。山佐ネクスト株式会社所属。東京都出身。別名「John（吠えるジョン，じょん等）」「J99（RaveRacer以降）」。筆名として「百引一（もびきはじめ）」や「乃々都（ののつ）」をサウンドデザインの違いにより使い分けをしている。

## 略歴
1991年、株式会社ナムコ入社。業務用ビデオゲームのサウンド制作チームへ配属された。アーケードゲームやテーマパーク（ナムコワンダーエッグ）のBGM製作を手がける。同社退社後、株式会社アリカを経て、2000年4月1日に独立し、スタジオカルナバルを設立。2007年より一時スタジオ業務を縮小し、パチスロ遊技機デベロッパーであるエピクロス株式会社にてサウンドディレクションを手がけ、複数社のタイトル制作に携わる。2009年よりスタジオカルナバルの業務を再開したが、2011年より山佐ネクスト株式会社にてサウンドディレクター・デザイナーとして従事している。

## 人物
株式会社ナムコ入社以前は、三鷹（当時）に在ったアニメーション製作会社スタジオぴえろの企画脚本室にて、「帰ってきたウルトラマン」や「ウルトラマンA」等の脚本で著名な田口成光や久島一仁の下、作家見習いとしてアシスタントディレクターをしていたと言う風変わりな経歴を持つ。（当時発売された同社製作のOVA「ハイスピードジェシー」（原作・斉藤英一朗）のEDのテロップ内にて確認することが出来る）
1991年に開催された、ソニーミュージックエンタテインメント主催の「GEAR HEAD MUSIC AUDITION」では最終選考に残るも受賞を逃した。この年のオーディションではサウンドデザイナーの「おかもとだいすけ」（受賞）や「BOOM BOOM SATELLITES」等が最終選考にて顔を合わせた。
1992年より細江慎治等と共に同人音楽レーベル「TROUBADOUR RECORD」を設立し、自主制作CDプレス黎明期におけるコミックマーケットにて、同じく同人音楽レーベルである「SYNERGY」と共に、その後の同人音楽の方向性を提示した。また、そこから派生したテクノユニット「OMY」のメンバーでもある。
ゲームサウンドの他にも、パチスロやパチンコといった遊技機のトータルサウンドデザインをはじめ、声優やアイドルへの歌唱楽曲提供、CF等への楽曲提供を行っている。2000年初頭のDocomo携帯iアプリ黎明期における、ドワンゴの本格的な開発参入時において、多数タイトルのサウンドデザインを手がけた。
毎年度開催されるCEDECでは、細江慎治、佐野信義と共に、2004年より2009年まで毎年講演を続けた。現在、川崎のクラブ「月あかり夢テラス」にて定期開催されているゲーマーズイベント「エリアピコピコ88」にレギュラーとしてDJ出演をしている。2010年よりゲ音団に参加。電子ブロックとヨーヨーの熱烈なコレクターである事が、オニオンソフトウェアのUSTREAM生放送の中で明かされた。

## 作品
※他の作家との共著も含む。

### 株式会社ナムコ
（1991年～1996年）
アーケードビデオゲーム
- タンクフォース（作編曲・サウンドプログラム）
- F/A（作編曲・サウンドプログラム）
- ナックルヘッズ（作編曲・サウンドプログラム）
- グレートスラッガーズシリーズ（作編曲・サウンドプログラム）
- ガンバレット（作編曲・サウンドプログラム）
- ナムコアーケードクラシックvol.1（作編曲・サウンドプログラム）
- リッジレーサー2（作編曲）
- レイブレーサー（作編曲）
- サイバーサイクルズ（作編曲）
- ダートダッシュ（作編曲）
- ソウルエッジ（作編曲・サウンドプログラム）

エレメカ
- DUNK&DUNK（作編曲・サウンドプログラム）
- ニュースウィートファクトリー（作編曲・サウンドプログラム）

テーマパーク事業
- ナムコ・ワンダーエッグ園内BGM（作編曲・サウンドユニット「ゼノグラモフォン」にて参加）
- ギャラクシアン3シリーズ（PROJECT DRAGOON）（作編曲）
- ファントマーズ（作編曲）

コンシューマゲーム（PlayStation）
- 鉄拳（OPムービー作編曲・ステージ編曲）
- 鉄拳2（編曲）
- ソウルエッジ（作編曲）

### 株式会社アリカ
（1996年～2000年）
アーケードビデオゲーム
- ストリートファイターEX<アリカ・カプコン>（作編曲・サウンドプログラム）
- ストリートファイターEX2<アリカ・カプコン>（作編曲・サウンドプログラム）
- ファイティングレイヤー<アリカ・ナムコ>（作編曲・サウンドプログラム）
- テトリス ザ・グランドマスター<アリカ・カプコン>（サウンドプログラム）
- パカパカパッション1<Produce!・ナムコ>（作編曲・サウンドプログラム）
- パカパカパッション2<Produce!・ナムコ>（作編曲・サウンドプログラム）
- パカパカパッションSP<Produce!・ナムコ>（作編曲・サウンドプログラム）

コンシューマゲーム（PlayStation）
- ストリートファイターEX plus<アリカ・カプコン>（作編曲・サウンドプログラム）
- ストリートファイターEX2 plus<アリカ・カプコン>（作編曲・サウンドプログラム）
- ブシドーブレード<スクウェア・エニックス>（トレーラー用BGM制作・サウンドプログラム）
- パカパカパッションシリーズ<Produce!>（作編曲・サウンドプログラム）

コンシューマゲーム（PlayStation 2）
- ストリートファイターEX3<アリカ・カプコン>（作編曲・サウンドプログラム）
- DRIVING EMOTION TYPE-S<スクウェア・エニックス>（作編曲）

コンシューマゲーム（セガサターン）
- バトルガレッガ<エレクトロニック・アーツ・スクウェア>（編曲）

### スタジオカルナバル
（2000年～）
コンシューマゲーム（PlayStation）
- ワンピースマンション<カプコン>（作編曲・サウンドプログラム）

コンシューマゲーム（PlayStation 2）
- はじめの一歩 VICTORIOUS BOXERS<ESP>（作編曲・サウンドプログラム）
- はじめの一歩 VICTORIOUS BOXERS CHAMPIONSHIP VERSION<ESP>（作編曲・サウンドプログラム）
- はじめの一歩 ALL☆STARS<ESP>（作編曲・サウンドプログラム）
- はじめの一歩2 VICTORIOUS ROAD<ESP>（作編曲・サウンドプログラム）
- テクニクティクス<アリカ>（作編曲）
- テクニクビート<アリカ>（作編曲）
- サカつく2002 Jリーグ プロサッカークラブをつくろう!<セガ>（作編曲・サウンドプログラム）
- ドラッグオンドラグーン<スクウェア・エニックス>（作編曲）
- ドラッグオンドラグーン2 封印の紅、背徳の黒<スクウェア・エニックス>（作編曲）
- 超ドラゴンボールＺ<バンダイ>（編曲・作編曲）
- 金色のガッシュベル 友情タッグバトル<バンダイ>（作編曲）
- ザ・ナイトメア・オブ・ドルアーガ 不思議のダンジョン<アリカ>（作編曲）
- ファントム・キングダム<日本一ソフトウェア>（作編曲）
- 怒首領蜂 大往生<アリカ>（編曲）
- ザ・キング・オブ・ファイターズ2003<SNKプレイモア>（編曲）
- THE KING OF FIGHTERS NEOWAVE<SNKプレイモア>（編曲）

コンシューマゲーム（Xbox 360）
- リッジレーサー6<バンダイナムコゲームス>（作編曲）

コンシューマゲーム（PSP）
- リッジレーサーズ<バンダイナムコゲームス>（作編曲）
- ボクサーズ・ロード2 ザ・リアル<アーティン>（作編曲・サウンドプログラム）
- 大都技研公式パチスロシミュレーター 吉宗 Portable<大都技研>（編曲）

コンシューマゲーム（Nintendo Wii）
- はじめの一歩 レボリューション<AQインタラクティブ>（作編曲・サウンドプログラム）
- SHOOTANTO 過去編<GPゲームス>（作編曲・サウンドプログラム）

コンシューマゲーム（ニンテンドーDS）
- はじめの一歩 THE FIGHTING!DS<ESP>（作編曲・サウンドプログラム）
- 聖剣伝説DS CHILDREN of MANA<スクウェア・エニックス>（作編曲）

PCゲーム(Windows)
- スレッジブロウ<So-net・ASCII>（作編曲・サウンドプログラム）
- マッチマッチプラネット<So-net>（作編曲・サウンドプログラム）
- 閃光騎兵メビウスクロス<ハンゲーム>（作編曲・サウンドプログラム）
- 海賊団ライフ<ハンゲーム>（作編曲・サウンドプログラム）

アーケードビデオゲーム
- ラ・キーボードュ<セガ>（作編曲・サウンドプログラム）
- CHICAGO 1929<セガ（日本未発売）>（作編曲・サウンドプログラム）
- 太鼓の達人<バンダイナムコゲームス>（作編曲）

携帯iアプリ<ドワンゴ>
- サムライロマネスク（作編曲・サウンドプログラム）
- スターエクシード（作編曲・サウンドプログラム）
- スターディバージョン（作編曲・サウンドプログラム）
- アタリゲームス（作編曲・サウンドプログラム）
- ウルティマオンライン モバイル（作編曲・サウンドプログラム）

スマホアプリ等
- アイドルマスター シンデレラガールズ スターライトステージ<バンダイナムコエンターテインメント> （楽曲提供・百引一名義）Android/ iOS/PC
- 不可能巨塔<コトブキソリューション>（作編曲・サウンドプログラム）Android/ iOS
- Mega Run meets パックマン<コトブキソリューション>（作編曲）Android/ iOS

ビジュアルノベル<コトブキソリューション>いずれも「乃々都」名義
- トガビトノセンリツ（作編曲）Android/ iOS/Wii U
- レイジングループ（作編曲）iOS/Android/PlayStation Vita/PlayStation4/Nintendo Switch/PC
- デスマッチラブコメ（作編曲）iOS/Android/ iOS/Wii U/PlayStation4/Nintendo Switch/PC
- アーキタイプ・アーカディア（作編曲）iOS/Android/PlayStation4&5/Nintendo Switch/X-BOX/PC

パチスロ
- エムエスガンダム<テクノコーシン>（編曲・サウンドプログラム）
- 2007年以降、エピクロス株式会社にて複数機種の遊技機開発に従事。

### 編曲家としての活動
(CD/LD/DVD等)
- NieR  Tribute Album -echo-（NOxNO²名義）
- R-TYPE FINAL  オリジナル・サウンド・トラックス
- 鉄拳2 ストライク・ファイティングVol.1
- 鉄拳2 ストライク・ファイティングVol.2
- ストリートファイター トリビュートアルバム
- ファミコン 20th アニバーサリーアレンジ サウンドトラックス
- ファミコン 20TH アニバーサリーゲームミュージックDVD
- ファミコン ミュージックDVD ナムコット編
- ファンタシースターオンライン  エピソードI&II プレミアムアレンジ
- ザ・ナイトメア・オブ・ドルアーガ 不思議のダンジョン
- 怒首領蜂＆エスプガルーダ -perfect remix-
- エスプガルーダ オリジナルサウンドトラック
- THE KING OF FIGHTERS 2003 オリジナルサウンドトラック
- KOF NEOWAVE アレンジ・トラックス コンシューマー・バージョン
- ファントム・キングダム アレンジアルバム
- セガ メガドライブ スーパーメドレー
- ローグギャラクシー プレミアムアレンジ
- 燃えよ!功夫淑女 最新パチスロサウンドトラック
- アンダーディフィート(限定版) 付録サウンドトラックCD
- オレたちゲーセン族 悪魔城ドラキュラ 付録サウンドトラックCD
- カオスシード サウンドトラック
- エナジーブレイカー サウンドトラック
- ショックトルーパーズ セカンドスカッド
- Lの季節 オリジナルサウンドトラック
- パカパカパッション リミックス
- グラディウス トリビュート
- テクニクティクス リミックス VOL.1～3
- まもるクンは呪われてしまった! Xbox限定版ボーナスCD
- ヴァイオリンで弾いてみた魔界の調べ/スクリームの人
- ヴァイオリンで弾いてみたep2 魔王の逆襲/スクリームの人
- HUDSON Premium Audio Collection
- 彩音/HYPER 萌 TRANCE１
- 彩音/HYPER 萌 TRANCE２
- バルドバレット イクリブリアム オリジナルサウンドトラック
- 戦女神VERITA サウンドコレクション
- ドラゴンナイト4 コンプリート・ミュージック・ファイル
- ワーズ・ワース サウンドコレクション
- エム MxS エス Ｏ.Ｓ.Ｔ.
- 魔法少女アイ２ transformation
- とびでばいん Complete Soundtrack
- ママさんバレー乳ゆれまんせー オリジナルサウンドトラック

### その他の楽曲提供
- TROUBADOUR RECORD 関連アルバム
- OMY 関連アルバム
- FM音源マニアックス
- escape goat -アリカサウンドチームオリジナルアルバム-
- スレッジブロウ オリジナルサウンドトラック
- オリヒメヨゾラ シングルCD -happy star* topping-
- 東方幻奏祀典　3-Deary-
- Megalomachia

### その他の関連商品
シンセサイザー関連
- XV-2020<Roland> （ファクトリープリセットデモ曲）
- SRX-06<Roland> （デモ曲）

CF
- ビクターデジタルHDDビデオレコーダー（15秒及び30秒CF用BGM）

Macintosh向けCD-ROM
- Time Machine Museシリーズ（楽曲）